# Florida Gas Transmission
 (août 2013).
Florida Gas Transmission désigne un système de transport de gaz naturel par canalisations, ainsi que la société américaine du même nom qui l'exploite.

## Actif industriel
Ce système est principalement constitué par un ensemble de gazoducs qui amènent du gaz naturel depuis le Texas, la Louisiane, le Mississippi et l'Alabama vers la Floride.
Cet actif industriel est possédé à 50% par Southern Union Company (en) au travers de Panhandle Energy et à 50% par El Paso Corp. (en), au travers de Southern Natural Gas (en). 
Le code d'enregistrement de ce système de transport auprès de la Federal Energy Regulatory Commission est « 34 ».

## Sécurité industrielle
La canalisation principale de transport a subi au moins deux accidents notables avec perte de confinement et inflammation, en février 2012 puis le 18 juin 2013